# Катина служба
«Катина служба» — советский короткометражный фильм 1977 года режиссёра Бориса Токарева, снятый по одноимённому рассказу Леонида Корнюшина.

## Сюжет
На почте небольшого городка работает Катя Ерохина. Два месяца ежедневно заходит Фёдор Боровиков — безуспешно ждет писем от жены…

Сюжет прост. Девочка работает на почте в маленьком городке, где все, в общем-то, знают друг друга. Через её руки проходят почтовые конверты, и она таким образом как бы косвенно посвящена в личную жизнь своих посетителей. И она пытается по-своему, так, как она это понимает, помочь людям, для которых в письмах — целая жизнь. Иногда она бывает по-юношески нетактична и бесцеремонна, иногда совершает поступки, непонятные людям, живущим только своими интересами. Но она хочет жить, не механически проживая день за днём, а вмешиваясь в жизнь, совершая самостоятельные поступки, как-то помогая людям.— режиссёр Борис Токарев
Фильм снят по одноимённому рассказу Леонида Корнюшина, как отметил доктор филологических наук П. А. Николаев:

Душевная отзывчивость девушки — почтового работника (рассказ «Катина служба») — само по себе, разумеется, не составляет открытия Л. Корнюшина, но оригинальность — в особой сдержанности, в отсутствии даже намёка на патетичность. Тут угадывается стремление автора передать естественность, повседневность человеческого подвига.

## В ролях
- Людмила Гладунко — Катя Ерохина
- Николай Парфёнов — Тимохин
- Валентина Березуцкая — Летучкина
- Борис Руднев — Боровиков
- Арина Алейникова — жена Боровикова
- Элла Некрасова — эпизод
- Валентин Брылеев — эпизод

## Дополнительно
Дебютная и дипломная режиссёрская работа Бориса Токарева. Исполнительница главной роли, Людмила Гладунко — жена режиссёра, снялась практически во всех картинах своего мужа.